# テレヴィジョン (バンド)
テレヴィジョン (Television) は、1973年にニューヨークにて結成されたアメリカ合衆国のパンク・ロック／ニュー・ウェイヴバンド。1970年代のニューヨーク・パンクムーブメントにおいて活躍。トム・ヴァーレインの文学的な歌詞や、緊張感がある演奏が高い評価を受けた。

## メンバー
- トム・ヴァーレイン - Tom Verlaine
  - ボーカル、ギター、キーボード担当。結成当時から在籍。
- フレッド・スミス - Fred Smith
  - ベース、ボーカル担当。1975年から参加。
- ビリー・フィッカ - Billy Ficca
  - ドラムス担当。結成当時から在籍。
- ジミー・リップ - Jimmy Ripp
  - ギター担当。2007年から参加。

### 旧メンバー
- リチャード・ロイド - Richard Lloyd
  - ギター、ボーカル担当。結成当時から2007年まで在籍。ソロ活動のかたわら、他のミュージシャン（マシュー・スウィートなど）の活動に参加している。
- リチャード・ヘル - Richard Hell
  - ボーカル、ベース担当。結成当時から1975年まで在籍。脱退後、元ニューヨーク・ドールズのジョニー・サンダース、ジェリー・ノーランらとともにハートブレイカーズを結成。さらにそのバンドを脱退し、ヴォイドイズを結成した。

## 来歴
1972年、高校時代からの友人だったヴァーレイン、ビリー、ヘルの3人でニューヨークにてネオン・ボーイズというバンドを結成するも翌年に解散。直後、ヴァーレイン、ビリー、ヘルの3人にロイドを加えてテレヴィジョンを結成。
1974年3月2日、テレヴィジョン名義でのライブ活動を開始させる。
1975年4月、ヘルが脱退。後任ベーシストとして元ブロンディのフレッドが加入する。以降、ライブハウスを中心に活動し、「リトル・ジョニー・ジュエル」や「マーキー・ムーン」などを作り上げた。ニューヨーク・パンクの潮流のなかにおいて、独自のスタイルを確立。
1975年、ニューヨークに滞在中のブライアン・イーノが、何曲かをデモ・レコーディング。このときの音源は、のちに海賊版として流出した。
1976年、エレクトラ・レコードとのメジャーデビュー契約を結ぶ。ヴァーレインは、以前からドアーズが所属していたエレクトラと契約したいと公言していた。
1977年2月、1stアルバム『マーキー・ムーン』を発表。結成から既にライブでの評価も高かった彼らのデビューアルバムは、アメリカ国内のみならずヨーロッパにおいても、音楽誌や評論家たちに絶賛された。ジャケット写真はロバート・メイプルソープ。
1978年4月、2ndアルバム『アドヴェンチャー』を発表。前作『マーキー・ムーン』ほどの斬新さがなかったため、評論家たちからは高い評価を得られなかった。
1978年8月、ニューヨークで行われた6日間のライブの後、解散。
1992年、14年ぶりに再結成され、オリジナルアルバムとしては3作目の『テレヴィジョン』を発表。同時に再結成ライブも行なった。1993年、再び活動を休止するも、2001年に再々結成。
2007年6月16日、ギターのリチャード・ロイドが脱退。その後テレヴィジョンは、ヴァーレインのソロに参加していたジミーをメンバーに迎えて活動を継続中。

## 日本公演
1992年
2002年 fuji rock festival
2013年
2014年
2016年

## 作品

### アルバム
- マーキー・ムーン - Marquee Moon （1977年）
- アドヴェンチャー - Adventure （1978年）
- テレヴィジョン - Television （1992年）

#### ライブ・アルバム
- ザ・ブロウ・アップ - The Blow Up （1982年）
- ライブ・アット・ジ・アカデミー・1992 - Live at the Academy, 1992 （2003年）
- ライブ・アット・ジ・オールド・ウォルドルフ - Live at the Old Waldorf （2003年）

### シングル
- リトル・ジョニー・ジュエル - Little Johnny Jewel （1975年）
- マーキー・ムーン - Marquee Moon （1977年4月）
- プルーヴ・イット / ヴィーナス - Prove It / Venus （1977年7月）
- フォックスホール / ケアフル - Foxhole / Careful （1978年4月）
- グローリー / エイント・ザット・ナッシン - Glory / Ain't That Nothin' （1978年7月）